# Hamburgische Künstlerschaft
Die Hamburgische Künstlerschaft e. V. war von 1920 bis 1932 eine Dachorganisation des Hamburger Künstlervereins und der Hamburgischen Sezession sowie von 1929 bis 1933 die Hamburger Bezirksgruppe des Reichsverbandes bildender Künstler. Sie verlor danach an Einfluss und Bedeutung.

## Der Verein

### Weimarer Republik
Vom 15. Mai bis zum 18. Juli 1920 veranstaltete der Kunstverein in Hamburg in der Hamburger Kunsthalle eine Frühjahrsausstellung der Hamburgischen Künstlerschaft. Eine Zusammenarbeit des Hamburger Künstlervereins und der Hamburgischen Sezession war dabei nur deshalb möglich, weil man der Sezession außergewöhnliche Sonderrechte zubilligte. Statt einer Jury in der Sparte Malerei und Graphik gab es nun zwei, von denen eine aus Mitgliedern der Sezession bestand. Zudem mussten im Ausstellungskatalog Mitglieder der Sezession als solche gekennzeichnet werden. Von den 16 Abbildungen im Katalog wurden 8 der Sezession zuerkannt, obwohl von den 152 Teilnehmern der Ausstellung nur 17 der Sezession angehörten.
Laut Volker Detlef Heydorn führte der erfolgreiche Verlauf der gemeinsamen Ausstellung im Herbst 1920 zur Gründung einer Dachorganisation, der man den Namen Hamburgische Künstlerschaft gab und sie in das Vereinsregister eintragen ließ. Streitigkeiten innerhalb der Sezession führten 1920 zum Austritt von 14 Mitgliedern aus der Sezession, die größtenteils, meist 1920, der Hamburgischen Künstlerschaft beitraten, oder, laut Maike Bruhns, die alle zusammen die Hamburgische Künstlerschaft gründeten. Die 14 waren Ludolf Albrecht, Lotte Benkert, Willy Davidson, Lore Feldberg-Eber, Fritz Flinte, Fred Hendriok, Paul Henle, Maximilian Jahns, Hugo Johnsson, Ludwig Kunstmann, Alexandra Povòrina, Karl Prahl, Emil Smidt und Heinrich Steinhagen.
Die Vereinssatzung der Hamburgischen Künstlerschaft wurde am 23. September erstellt. Das Ziel des Vereins war laut Satzung „… die Förderung der bildenden Künste, sowie die allgemeine öffentliche Vertretung der Künstlerschaft.“ In einer Vollversammlung wurden Vorstand und Künstlerrat gewählt, die beide aus Mitgliedern des Künstlervereins und der Sezession bestanden. Am 1. November zählte der Verein 247 Mitglieder. Der 1. Vorsitzende des Vereins war von 1920 bis April 1924 der Maler und Grafiker Arthur Illies. Auf ihn folgte von April 1924 bis 1930 als 1. Vorsitzender der Maler Friedrich Ahlers-Hestermann.
Bei der Vorbereitung einer umfassenden Ausstellung der Hamburgischen Künstlerschaft in der Hamburger Kunsthalle kam es 1927 zu größeren Differenzen mit der Sezession. Die Sezession forderte eine gesonderte Hängung in eigenen Räumen, die aber die Ausstellungsleitung ablehnte. Darauf verzichteten die Mitglieder der Sezession mit Ausnahme von Ivo Hauptmann auf die Teilnahme an der Ausstellung, was bedauerlich für die Künstlerschaft war, weil man mit der Ausstellung die Notwendigkeit der Schaffung eines eigenen Ausstellungshauses unterstreichen wollte.
Nach mehrmonatigen Verhandlungen wurde am 20. Februar 1929 das Kartell Hamburger Künstlerverbände gegründet. Das Kartell war ein Zusammenschluss aller freien Künstler Hamburgs zu einem Dachverband, der eine Einflussnahme auf die mit der Kunst sich befassenden Gesetzgebung als Ziel hatte und zugleich eine Standesvertretung war. Mitglieder des Vereins waren neben der Hamburgischen Künstlerschaft der Hamburger Künstlerverein, die Hamburgische Sezession, der Altonaer Künstlerverein, der Reichsverband bildender Künstler, der Schriftsteller-Schutzverband Nordwestgau und die Vereinigung Hamburgischer Komponisten. Den Vorsitz hatte der Schriftsteller Hans Henny Jahnn.
Im selben Jahr fusionierte die Hamburgische Künstlerschaft mit der Gaugruppe Nordwestdeutschland des Reichsverbandes Bildender Künstler und stellte nun deren Bezirksgruppe Hamburg dar. In ihren Arbeitsbereichen entsprach sie etwa dem heutigen Berufsverband Bildender Künstlerinnen und Künstler, verfügte aber im Gegensatz zu diesem über Mittel für soziale Hilfeleistungen, da ihr auch die Verwaltung der anfallenden Gelder aus der Künstlernothilfe, der Preußischen Zentralgenossenschaftskasse (Preußenkasse) und der Reichsbeihilfe übertragen wurde, die insgesamt etwa 3.000 Reichsmark (RM) im Jahr ausmachten. Unter anderem war es ihr nun möglich, kleine Darlehen an Künstler zu vermitteln, die als Sicherheit oder Abgeltung ihr Werke zur Verfügung stellten, die sie dann teilweise, zur Abgeltung, verkaufte, oder zu verkaufen versuchte. So wurden zum Beispiel zwischen dem 11. Januar 1932 und dem 5. Juli 1933 insgesamt 25 Ölgemälde, 69 Aquarelle, 60 Zeichnungen und Grafiken, 15 Plastiken sowie eine kleine Anzahl an Gebrauchsgrafiken und Werkkunst-Arbeiten von ihr verkauft.
Das besondere Anliegen der Hamburgischen Künstlerschaft, die Erfüllung des Wunsches nach einem eigenen Ausstellungshaus, war auch ein Wunsch des Kunstvereins. Die gemeinsamen Bemühungen waren erfolgreich. 1928 erwarb der Kunstverein für 180.000 RM das Villengrundstück Neue Rabenstraße 25/26 in Hamburg-Rotherbaum. Die Umbaukosten wurden auf 120.000 Reichsmark geschätzt. Der Hamburger Senat gewährte zur teilweisen Deckung der Kosten ein zinsloses Darlehen in Höhe von 180.000 RM. Über 100.000 RM wurden durch Einwerbung von Spenden durch die Hamburgische Künstlerschaft und den Kunstverein aufgebracht. So stiftete zum Beispiel der Verein Künstlerfeste 30.000–35.000 RM. Das Gebäude wurde nach den Plänen des Architekten Karl Schneider umgebaut. Am 4. Mai 1930 wurde das Gebäude mit einer Ausstellung Hamburger Künstler eröffnet. Die Eröffnungsreden hielten der 1. Vorsitzende des Kunstvereins, Regierungsdirektor Robert Johannes Meyer, der Erste Bürgermeister Rudolf Roß und der neue 1. Vorsitzende der Hamburgischen Künstlerschaft Ludolf Albrecht. Der Hamburgischen Künstlerschaft war durch eine Senatsverfügung ein Ausstellungsrecht in dem Gebäude zugesichert worden.
Der Ausstellungsausschuss war in Fraktionen aufgeteilt mit unterschiedlichen Interessen. Er bestand aus zwei Vertretern der Dachorganisation Hamburgische Künstlerschaft, zwei Vertretern des Hamburger Künstlervereins, zwei Vertretern der Hamburgischen Sezession sowie zwei Delegierten des Kunstvereins, und zwar dessen 1. Vorsitzenden Robert Johannes Meyer und dessen Geschäftsführer Kunsthändler Hildebrand Gurlitt. Die Leitung des Kunstvereins, repräsentiert durch Meyer und Gurlitt, empfand die vertragliche Bindung an die Hamburgische Künstlerschaft als Hemmnis für freie Entscheidungen. Auf der Sitzung des Ausstellungsausschusses am 15. Januar 1932 kam es zum Bruch. Laut einem Bericht über die Sitzung, den Ludolf Albrecht am 19. Januar schrieb, beschloss die Sezession, dass ihre Mitglieder geschlossen aus der Hamburgischen Künstlerschaft auszutreten haben, zu einem Zeitpunkt, ganz nach Belieben des Sezessionsvorstandes. Die Sezession lehnte zudem die geplante Kölner Ausstellung im Rahmen der Hamburgischen Künstlerschaft, die das Thema der Sitzung war, ab. Die Vertreter des Kunstvereins erklärten, dass für sie jede Möglichkeit entfiele, die Kölner Ausstellung in der bisher besprochenen Weise zu veranstalten. Der Vorsitzende des Kunstvereins Meyer betonte, dass er mit dem Austritt der „Prominenten“ die Hamburgische Künstlerschaft nicht mehr als Vertreter der Hamburger Künstler anerkennen könne und damit für ihn auch die Möglichkeit bestände, die Hamburgische Künstlerschaft nicht mehr als Vertragspartner bezüglich des Hamburger Kunstausstellungsgebäudes anzuerkennen. Weiter heißt es in dem Bericht, dass Ludolph Albrecht als 1. Vorsitzender der Hamburgischen Künstlerschaft versuchte habe, die Sezession umzustimmen, indem er ihr für die Kölner Ausstellung eine eigene Jury, eine eigene Hängekommission und gesonderte Hängung zubilligte, was jedoch von den Vertretern der Sezession und des Kunstvereins abgelehnt wurde.

### Deutsches Reich 1933 bis 1945
Nach der Machtergreifung der Nationalsozialisten organisierte Ludolf Albrecht, der schon seit 1929 oder 1930 in der Ortsgruppe Hamburg des Kampfbundes für deutsche Kultur engagiert war, die Gleichschaltung der Künstlerverbände, deren 1. Vorsitzender er war, wie die Gaugruppe Nordwestdeutschland des Reichsverbandes bildender Künstler Deutschlands, deren Bezirksgruppe Hamburg, die die Hamburgische Künstlerschaft ja war und den Hamburger Künstlerverein. In der gemeinsamen Jahreshauptversammlung der Gaugruppe Nordwestdeutschland und der Hamburgischen Künstlerschaft unter den Vorsitz von Ludolf Albrecht am 25. April 1933 bekannten sich beide Verbände zur Regierung Adolf Hitler und die Gleichschaltung in den nationalen Kulturaufbau. Entsprechende Änderungen in den Satzungen wurden angenommen, was unter anderem den Ausschluss der jüdischen Mitglieder bedeutete. Zudem fand eine Neuwahl des Vorstandes statt. Als 1. Vorsitzender wurde wieder Ludolf Albrecht gewählt, und als 2. Vorsitzender der Landschaftsarchitekt Hermann Koenig. Die Wahl erfolgte im Einvernehmen mit der Ortsgruppenleitung des Kampfbundes für deutsche Kultur. Die ausgestoßenen jüdischen Mitglieder der Hamburgischen Künstlerschaft waren unter anderen Alma del Banco, Alice Beck, Lore Feldberg-Eber, Paula Gans, Emma Gold-Blau, David Jacob Goldschmidt, Paul Henle, Gerda Koppel, Luis (auch Ludwig) Neu, Anita Rée, Elisabeth Seligmann, Curt Singer, Lola Töpke, Max Weiss, Gretchen Wohlwill, Rudolf Jacob Zeller und Kurt Löwengard, sollte dieser nicht schon vorher ausgetreten sein. Das Gleiche bei Erich Brill, der sich 1933 in Amsterdam aufhielt. Das halbjüdische Mitglied Paul Hamann immigrierte im April 1933 nach Paris.
Das am 22. September 1933 verkündete Reichskulturkammergesetz führte unter anderem zur Einrichtung der Reichskammer der bildenden Künste, was die Auflösung des Reichsverbandes bildender Künstler Deutschlands zur Folge hatte. Die Hamburgische Künstlerschaft, nunmehr keine Bezirksgruppe des Reichsverbandes, verlor dadurch die Mittel, die sie vorher aus der Künstlernothilfe, Preußenkasse und der Reichsbeihilfe bekam. Die noch bei ihr vorhandenen Geldbestände daraus und die als Sicherheit für Darlehen verwahrten Kunstwerke musste sie der Reichskammer der bildenden Künste übergeben.

### Bundesrepublik Deutschland
Im Herbst 1950 rief der Vorsitzende Ludolf Albrecht alle noch erreichbaren Mitglieder zu einer Versammlung zusammen. 123 wurden aufgefordert, wieder einzusteigen, wovon nicht alle der Aufforderung folgten. Dennoch zählte der Verein im Januar 1951 wieder 152 Mitglieder.
Von 1955 bis 1995 war der Bildhauer Jürgen Hinrich Block 1. Vorsitzender. Ausstellungsräume zu finden, stand stets im Mittelpunkt seines Bemühens. Ab 1995 folgte der Bildhauer Gerhard Selle als 1. Vorsitzender.
2000 stellte der Verein im Ahrensburger Rathaus aus. Zu diesem Zeitpunkt hatte er nur noch 20 aktive Mitglieder, von denen 17 ausstellten. Das größte Problem zu dieser Zeit war das Finden von Ausstellungsräumen. Ohne Ausstellungsmöglichkeiten konnte der Verein keine neuen Mitglieder werben.

## Mitglieder (Auswahl)
- Friedrich Ahlers-Hestermann (1883–1973), Maler, 1. Vorsitzender 1924–1930
- Ludolf Albrecht (1884–1955), Bildhauer, Gold- und Silberschmied, Beitritt 1920, ab 1930 1. Vorsitzender
- Alma del Banco (1862–1943), Malerin, Beitritt 1920, 1933 Ausschluss wegen jüdischer Abstammung
- Alice Beck, auch Alisah Bak (1884–1974), Malerin, Reklamezeichnerin und Dekorateurin, 1933 Ausschluss wegen jüdischer Abstammung
- Lotte Benkert (1896–1941), Malerin, Beitritt 1920
- Jürgen Hinrich Block (1904–2002), Bildhauer, Beitritt 1929,[19] 1. Vorsitzender 1955–1995
- Carl Blohm (1886–1946), Maler, Grafiker und Bildhauer, Beitritt 1931
- Rolf Böhlig (1904–1979), Maler, Grafiker und Pressezeichner
- Paul Bollmann (1885–1944), Maler und Grafiker, Beitritt 1927
- Franz Breest (1871–1931), Maler, Grafiker, Zeichenlehrer, Beitritt 1920
- Erich Brill (1895–1942), Maler und Journalist, Beitritt 1920, möglicherweise 1933 Ausschluss wegen jüdischer Abstammung
- Fritz Bürger (1888–1971), Maler, Bildhauer, Kunsthistoriker, Beitritt 1931
- Molly Cramer (1852–1936), Malerin, Beitritt 1920
- Willi Dahncke (1888–1971), Maler, Lithograf und Kartograf, Beitritt 1951, mehrere Jahre im Vorstand und in Jury[20]
- Heinz Düllberg (1909–1976), Maler und Grafiker, Beitritt 1958
- Emma Gertrud Eckermann (1879–1967), Malerin, Grafikerin und Kunstlehrerin, Beitritt 1920
- Lore Feldberg-Eber (1895–1966), Malerin, 1933 Ausschluss wegen jüdischer Abstammung
- Alphons Ely (1886–1973), Bildhauer und Keramiker, Beitritt 1920
- Arnold Fiedler (1900–1985), Maler und Grafiker, Beitritt 1922
- Otto Fischer-Trachau (1878–1958), Maler, Grafiker, Raumgestalter
- Fritz Flinte (1876–1963), Maler
- Hans Förster (1885–1966), Grafiker, Zeichner und Schriftsteller
- Paula Gans (1883–1941), Malerin, 1933 Ausschluss wegen jüdischer Abstammung
- Emma Gold-Blau (1884–19??), Malerin, Bildhauerin und Keramikerin, 1933 Ausschluss wegen jüdischer Abstammung
- David Jacob Goldschmidt (1896–1981), Maler, 1933 Ausschluss wegen jüdischer Abstammung
- Willem Grimm (1904–1986), Maler und Grafiker
- Willy Habl (1888–1964), Maler und Grafiker, Beitritt 1920
- Elsa Haensgen-Dingkuhn (1898–1991), Malerin und Grafikerin, vor 1933 Mitglied
- Paul Hamann (1891–1973), Bildhauer, Zeichner und Grafiker, Beitritt 1920, 1933 als Halbjude mit jüdischer Frau, Hilde Hamann, emigriert
- Erich Hartmann (1886–1974), Maler, Beitritt 1920
- Ivo Hauptmann (1886–1973), Maler, Beitritt 1920
- Fred Hendriok (1885–1942), Maler, Grafiker, Zeichner, Beitritt 1920
- Paul Henle (1887–1962), Maler und Bildhauer, Beitritt 1920, 1933 Ausschluss wegen jüdischer Abstammung
- August Henneberger (1873–1961), Bildhauer
- Wilhelm Hesselbach (1907–1960), Maler, Beitritt 1953
- Eduard Hopf (1901–1973), Maler, Beitritt 1950
- Arthur Illies (1870–1952), Maler und Grafiker, Beitritt 1920, 1. Vorsitzender 1920–1924, 1951 zum Ehrenmitglied ernannt
- Otto Illies (1881–1959), Maler und Grafiker, Beitritt 1920
- Martin Irwahn (1898–1981), Maler und Bildhauer
- Maximilian Jahns (1887–1957), Maler und Grafiker, Beitritt 1920
- Fritz Jansen (1892–1974), Maler, Graphiker, Beitritt 1930 (Johann (auch Johannes) Friedrich Jansen)
- Hugo Johnsson, Maler, Grafiker, Dekorationsmaler, Beitritt 1920
- Irmgard Kanold (1915–1976), Bildhauerin, Beitritt 1952
- Heinrich Kasten (1899–1966[21] oder 1970[22]), Maler und Grafiker
- Hugo Klugt (1879–1939), Maler, Grafiker und Bildhauer
- Karl Kluth (1898–1972), Maler und Grafiker
- Hermann Koenig (1883–1961), Landschaftsarchitekt, 2. Vorsitzender ab 1933
- Gerda Koppel (1875–1941), Malerin, Kunstgewerblerin und Kunstschulleiterin, 1933 Ausschluss wegen jüdischer Abstammung
- Fritz Kronenberg (1901–1960), Maler und Grafiker, Beitritt 1931
- Ludwig Kunstmann (1877–1961), Bildhauer, Beitritt 1920
- Richard Kuöhl (1880–1961), Bildhauer, Beitritt 1920
- Jan Laß (1890–1958), Maler und Grafiker
- Hans Leip (1893–1983), Maler, Grafiker, Schriftsteller, Journalist, Beitritt 1920
- Kurt Löwengard (1895–1940), Maler, Zeichner und Grafiker, Beitritt vor 1925, möglicherweise 1933 Ausschluss wegen jüdischer Abstammung
- Elfriede Lohse-Wächtler (1899–1940), Malerin, Zeichnerin, Grafikerin, Kunstgewerblerin, Beitritt 1928
- Helene Lübbers-Wegemann (1875–1958), Malerin
- Arnold Lyongrün (1871–1935), Maler
- Emil Maetzel (1877–1955), Maler, Grafiker, Bildhauer und Architekt, Beitritt 1920
- Dorothea Maetzel-Johannsen (1886–1930), Malerin, Beitritt 1920
- Edith Marcus (1888–?), Malerin, wurde 1941 nach Riga deportiert
- Luis, auch Ludwig Neu (1897–1980), Maler, Grafiker und Fotograf, Beitritt 1921, 1933 Ausschluss wegen jüdischer Abstammung
- Alexander Oskar Noah (1885–1968), Maler, vor 1933 Mitglied
- Hans Northmann (1883–1972), Maler, Beitritt 1920
- Ernst Odefey (1882–1964), Maler und Grafiker, Beitritt 1920
- Emmerich Oehler (1881–1982), Bildhauer, Keramik- und Porzellanplastiker, Beitritt 1920
- Karl Opfermann (1891–1960), Bildhauer
- Franz Porsche (1898–1970), Maler und Grafiker, Beitritt 1952
- Karl Prahl (1882–1948), Maler und Grafiker
- Anita Rée (1885–1933), Malerin, Beitritt 1920, 1933 Ausschluss wegen jüdischer Abstammung
- Harry Reuss-Löwenstein (1880–1966), Maler, Gebrauchsgrafiker, Journalist, Kunstkritiker, 1933 Ausschluss wegen jüdischer Abstammung
- Wilhelm Rex (1870–1944), Bildhauer, Beitritt 1920
- Otto Rodewald (1891–1960), Maler und Grafiker
- Walter von Ruckteschell (1882–1941), Bildhauer, Illustrator und Autor, Beitritt 1920
- Hannes (Johannes) Runge (1907–1975), Maler, Grafiker und Restaurator, Mitglied 1931–1955
- Amelie Ruths (1871–1956), Malerin, Mitglied, ab 1950 Ehrenmitglied
- Hans Martin Ruwoldt (1891–1969), Bildhauer, Beitritt 1926
- Reinhold Schaefer (auch Schäfer) (1887–1977), Maler, Theatermaler, Bühnenbildner, Grafiker, Illustrator, Beitritt 1962
- Friedrich Schaper (1869–1956), Maler und Grafiker, 1951 zum Ehrenmitglied ernannt
- Gustav Schmid-Goertz (1889–1965), Maler und Grafiker, Beitritt vor 1933, und 1950
- Carl Schümann (1901–1974), Bildhauer, vor 1933 und ab 1950 Mitglied
- Martin Schwemer (1894–1986), Maler und Grafiker, Beitritt 1920
- Paul Schwemer (1989–1938, Bruder von Martin Schwemer), Maler, Grafiker und Kunsterzieher
- Meinhard Seeck (1900–1973), Maler und Grafiker, Beitritt 1957
- Elisabeth Seligmann (1893–1947), Zeichnerin und Bildhauerin, 1933 Ausschluss wegen jüdischer Abstammung
- Gerhard Selle (* 1938), Bildhauer (Schüler von Jürgen Hinrich Block), Beitritt 1989, 1. Vorsitzender ab 1995
- Linde Selle (* 1944, Frau von Gerhard Selle), Malerin, Grafikerin und Bildhauerin, Beitritt 1979
- Curt Singer (1905–1938), Maler und Grafiker, 1933 Ausschluss wegen jüdischer Abstammung
- Will Spanier (1894–1957), Maler und Grafiker, Beitritt 1920
- Eylert Spars (1903–1984), Maler und Grafiker, Beitritt vor 1933
- Karl Spethmann (1888–1944[23]), Maler und Bildhauer, Mitglied vor 1933
- Hertha Spielberg (1890–1977), Malerin, Mitglied 1951–1953
- Richard Steffen (1903–1964), Bildhauer
- Heinrich Stegemann (1888–1945), Maler und Bildhauer
- Heinrich Steinhagen (1880–1948), Maler, Grafiker und Bildhauer, Beitritt 1920
- Paul Storm (1880–1951), Maler, Beitritt 1950
- Marianne Syllwasschy-Hansen (* 1938), Malerin und Bildhauerin
- Walther Tanck (1894–1954), Maler und Grafiker
- Otto Thämer (1892–1975), Maler und Graphiker, Beitritt 1920
- Willy Thomsen (1898–1969), Maler, Zeichner, Karikaturist, Grafiker und Illustrator
- Lola Töpke (1891–1945), Bildhauerin, 1933 Ausschluss wegen jüdischer Abstammung
- Otto Tetjus Tügel (1892–1973), Maler, Schriftsteller, Musiker, Schauspieler und Tänzer
- Oscar Erwin Ulmer (1888–1963), Bildhauer, Beitritt 1920
- Johann Valett (1888–1937), Maler
- Federico Voltmer, auch Fritz Voltmer (1854–1921), Maler
- Willi Voss (1902–1973), Maler, Mitglied vor 1933 und nach 1953
- Else Weber (1893–1994), Malerin
- Hermann Wehrmann (1897–1977), Maler, Grafiker und Restaurator, Beitritt 1951
- Max Weiss (1884–1954), Maler und Grafiker, Beitritt 1920 oder 1922, 1933 Ausschluss wegen jüdischer Abstammung
- Friedrich Wield (1880–1940), Bildhauer, Beitritt 1922
- Oskar Witt (1892–1957), Maler, Bildhauer und Keramiker, Beitritt vor 1933
- Albert (Christian Friedrich) Woebcke (auch Wöbcke) (1896–1980), Bildhauer, Maler und Grafiker, Beitritt 1920
- Gretchen Wohlwill (1878–1962), Malerin, Beitritt 1920, 1933 Ausschluss wegen jüdischer Abstammung
- Harriet Wolf (1894–1987), Malerin
- Hans Wrage (1921–2012), Maler und Grafiker, Mitglied 1963–1987
- Johannes Wüsten (1896–1943), Maler, Zeichner, Grafiker, Keramiker, Schriftsteller, Journalist, Beitritt 1920
- Rudolf Jacob Zeller (1880–1948), Maler, 1933 Ausschluss wegen jüdischer Abstammung

## Ausstellungen (Auswahl)
- 1927: Hamburger Kunsthalle, 193 Ölgemälde, 69 Aquarelle und Radierungen, 45 Plastiken, 43 kunstgewerbliche Gegenstände und Fotos
- 1953: Herbstausstellung, im Oberlichtsaal des Museums für Völkerkunde, Hamburg, 69 Arbeiten von 32 Künstlern
- 1957: Spendhaus, Reutlingen[24]
- 1957: Stadthaus in Freudenstadt
- 1958: Jahresausstellung, Halle der Nationen (abgerissen), Planten un Blomen, Hamburg
- 1959: Jahresausstellung, Halle der Nationen, Planten un Blomen, Hamburg
- 1960: Jahresausstellung, Halle der Nationen, Planten un Blomen, Hamburg
- 1961: Jahresausstellung, Halle der Nationen, Planten un Blomen, Hamburg
- 1962: Jahresausstellung, Halle der Nationen, Planten un Blomen, Hamburg
- 1964: Jahresausstellung, Halle der Nationen, Planten un Blomen, Hamburg
- 1967: Jahresausstellung, Kunsthaus Hamburg
- 1970: 50 Jahre Hamburgische Künstlerschaft, Kunsthaus Hamburg[25]
- 1974: Kunsthaus Hamburg, mit Gedächtnisausstellung Willi Dahncke und Franz Porsche, sowie anlässlich des 65. Geburtstages von Heinz Düllberg im Glasgang
- 2000: Ahrensburg, Rathaus, Werke von 17 Künstlern

## Publikationen
- Diverse Ausstellungskataloge